# Ahmed Khairy
Ahmed Khairy (al-Qāhira, 1º ottobre 1987) è un calciatore egiziano, centrocampista dell'Al-Ismaili e della Nazionale egiziana.